# Salsola hoanibica
Salsola hoanibica är en amarantväxtart som beskrevs av Viktor Petrovitj Botjantsev. Salsola hoanibica ingår i släktet sodaörter, och familjen amarantväxter. Inga underarter finns listade i Catalogue of Life.